# Jonas Carlsson Dryander
Jonas Carlsson Dryander (Gotemburgo, Suecia, 5 de marzo de 1748-Londres, 19 de octubre de 1810) fue un botánico sueco.

## Biografía
Alumno de Linneo (1707-1778) en la Universidad de Upsala, se traslada a Inglaterra y llega a Londres el 10 de julio de 1777.
Realiza tareas de oficina como botánico y bibliotecario ante Sir Joseph Banks (1743-1820) sucediendo en el puesto a Daniel Solander (1733-1782). Dirige igualmente la Biblioteca de la Royal Society y es vicepresidente de la Sociedad linneana de Londres.

## Obra
- Las Memorias, que se encuentran en las Transacciones de la Sociedad Linneana
- Catalogus bibliothecae historico-naturalis Joseph Banksi (1796-1800), 5 volúmenes en-8, obra que se presenta según el Diccionario Bouillet la bibliografía más completa y la mejor hecha de las ciencias naturales del siglo XIX.

- La abreviatura «Dryand.» se emplea para indicar a Jonas Carlsson Dryander como autoridad en la descripción y clasificación científica de los vegetales.[1]

## Honores
- El género Dryandra Thunb. se nombra en su honor.